# Apocryphon: Electro Roots 1982-1985
Apocryphon: Electro Roots 1982-1985 è il quarto album di raccolta del gruppo musicale statunitense Information Society, pubblicato il 1º agosto 2008.

## Tracce
Disco 1
1. Bacchanale
2. Fall In Line
3. Growing Up With Shiva
4. Get Up Away From That Thing
5. Can You Live As Fast As Me
6. You Are My Hiroshima
7. Running
8. Creatures of Influence
9. Don't Lose Your Mind
10. Fall In Line
11. Signals
12. The Swamp

Disco 2
1. Hey Hey Hey
2. Hooked On Pablum
3. Nothing Sacred (1983)
4. Nothing Sacred (2007)
5. The Orthodox Pleasure Song
6. XMAS At Our House
7. Disco's Not Dead (It's Only Sleeping)
8. Wrongful Death (1982)
9. Wrongful Death (2007)
10. I Hate Music
11. The INSOC Commercial
12. New And Different
13. Chant Your Way
14. Say It, Say It
15. Growing Up With Shiva (2008)